# تشارلز أ. كراوس
تشارلز أ. كراوس (بالإنجليزية: Charles A. Kraus) هو كيميائي وأستاذ جامعي أمريكي، ولد في 15 أغسطس 1875، وتوفي في 27 يونيو 1967 في بروفيدنس في الولايات المتحدة.